# Bruno Boissière
Bruno Boissière (Lione, 22 settembre 1956) è un politico francese, esponente dei Verdi ed europarlamentare dal 1991 al 1994.

## Biografia

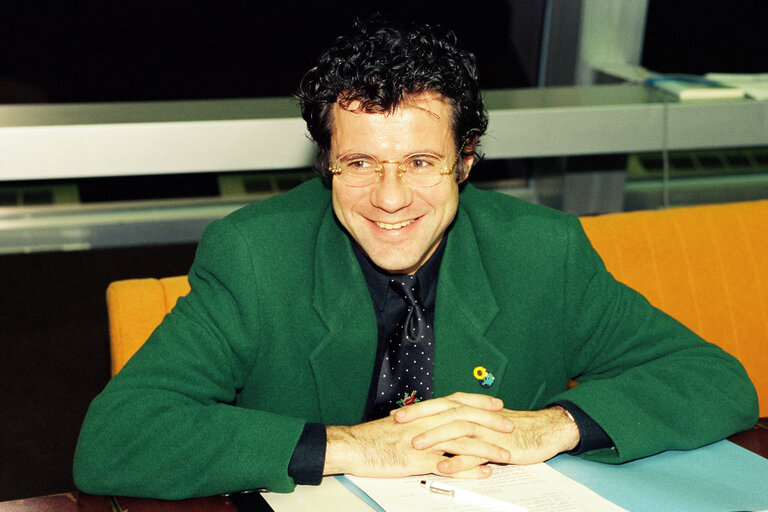
Bruno Boissière nel 1993

Nato a Lione, Bruno Boissière studiò presso l'Institut d'études politiques di Grenoble dal 1976 al 1979, per poi frequentare il Collegio d'Europa di Bruges. Trovò lavoro per un centro europeo di scienze sociali e si trasferì a Bruxelles.
Entrato in politica con i Verdi, si presentò come candidato alle europee del 1989; inizialmente non eletto, subentrò al dimissionario Didier Anger ed approdò così al Parlamento europeo. Divenne vicepresidente del Gruppo Verde e fu membro della commissione per i trasporti e il turismo, della commissione per la politica regionale, l'assetto territoriale e le relazioni con i poteri regionali e locali e della commissione per gli affari istituzionali.
Nella sua attività da eurodeputato, si occupò di tematiche ambientaliste e federaliste. Il quotidiano Libération definì Boissière "l'europarlamentare francese più presente".
Ricandidatosi per un secondo mandato in occasione delle europee del 1994, non risultò eletto per via degli scarsi risultati del suo partito, che non superò la soglia di sbarramento.
Dopo aver lasciato il seggio, divenne nel 1995 segretario generale dell'Unione dei Federalisti Europei. Mantenne l'incarico per i successivi dieci anni e nel frattempo fu impegnato anche come editorialista per Agence Europe.
Lavorò inoltre presso il Centre international de formation européenne (CIFE), in veste di direttore dell'ufficio di Bruxelles, lasciando l'incarico nel 2022, dopo diciassette anni di servizio.